# 2013年イタリアグランプリ
2013年イタリアグランプリは、2013年のF1世界選手権第12戦として、2013年9月8日にモンツァ・サーキットで開催された。正式名称は Formula 1 Gran Premio Santander d'Italia 2013。